# Neumünster (Würzburg)

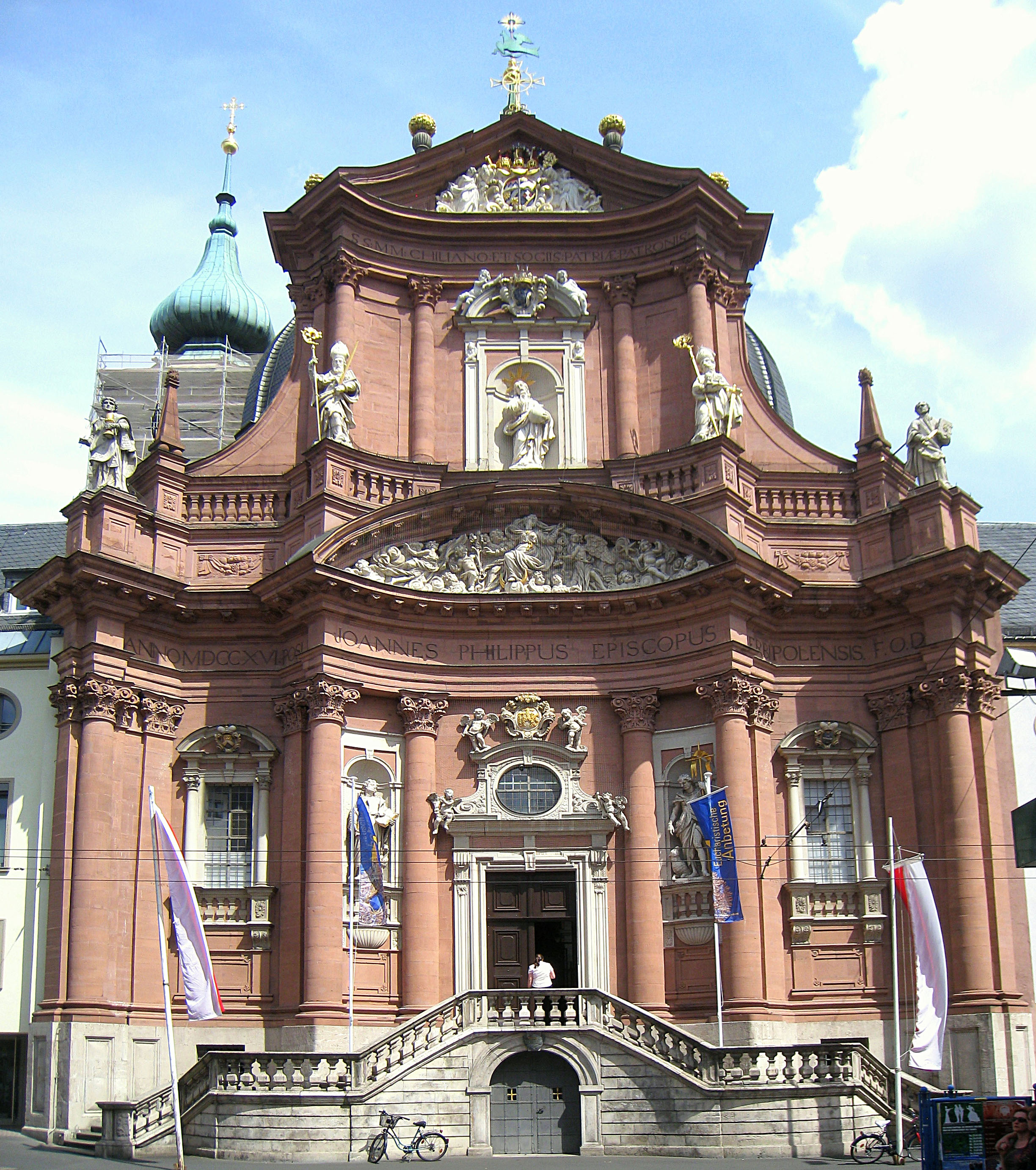
Barocke Fassade der Stiftskirche Neumünster, erbaut 1712–1716

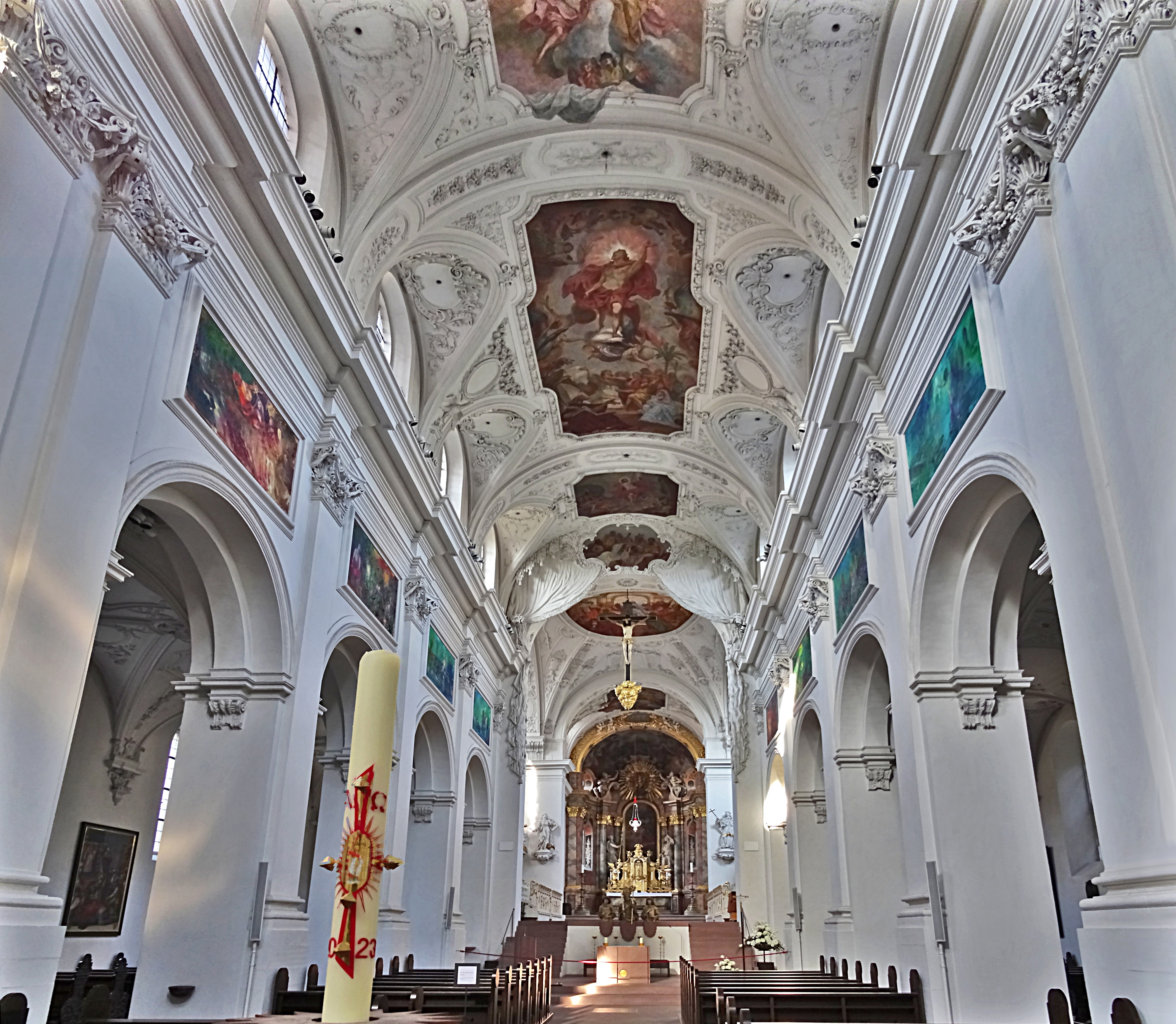
Innenraum von Westen gesehen

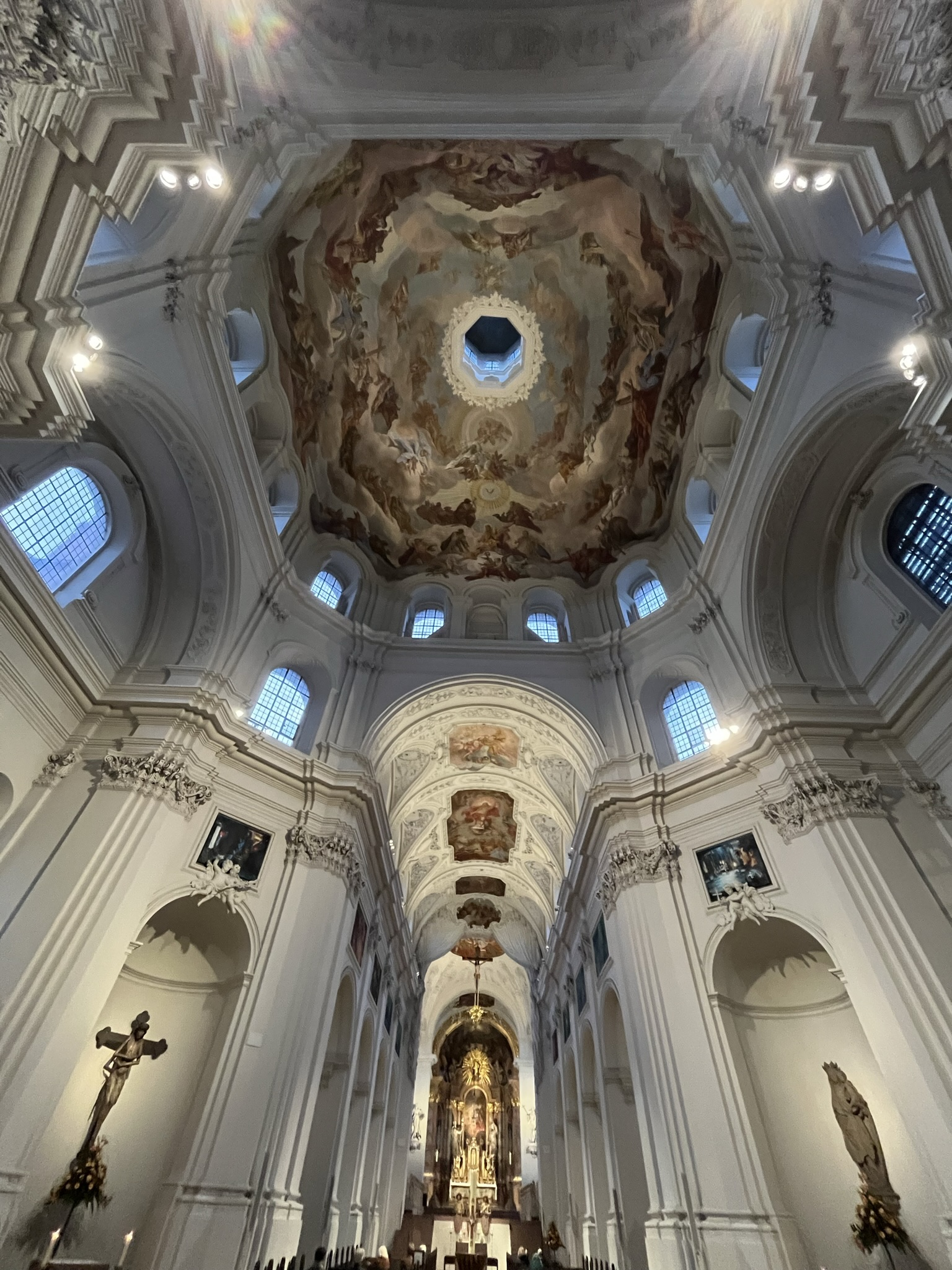
Decke des Hauptschiffes und der Kuppel

Grundriss

Das Neumünster (auch Neumünster St. Johannes Evangelist und St. Johannes der Täufer) ist ein ehemaliges Kollegiatstift (Stift Neumünster, Kollegiatstift Neumünster) und dessen Kirche (Neumünsterkirche) in Würzburg in Bayern in der Diözese Würzburg.

## Geschichte
An der Stelle des heutigen Neumünster errichtete wahrscheinlich schon Bischof Megingaud von Würzburg (im Amt von 754 bis Februar 769) einen Memorialbau, den sogenannten Salvatordom, der die Erinnerung an den Martyriumsort von Kilian, Kolonat und Totnan wachhielt. In dieser Kirche wurde zuerst Bischof Burkard (Bischof von 742 bis Februar 754 und gestorben am 2. Februar 755 in Homburg am Main) von Megingaud beigesetzt und später auch Megingaud selbst. Allerdings starb Megingaud am 26. September 783 in der Benediktinerabtei Neustadt am Main und der Sandstein für den Deckel seines Sargs stammt zweifellos aus Steinbrüchen rund um Neustadt. Der Deckel des Sarkophags befindet sich heute in der Krypta des Neumünsters. Die Inschrift auf dem Deckel ist die älteste Monumentalinschrift Frankens nach der Römerzeit.
Um 1057 gründete dann Bischof Adalbero von Würzburg mit Unterstützung der polnischen Königin Richeza und der Grafen von Rothenburg-Comburg (vgl. Emehard) das dem Evangelisten Johannes geweihte Chorherrenstift Neumünster. 1653 wurde Johann von Heppenheim genannt vom Saal (1609–1672), Mainzer Domdekan, später auch Kanzler der Universität Heidelberg, hier zum Stiftspropst gewählt. Die Ende des 17. Jahrhunderts völlig umgestaltete Kirche des Stifts kam 1803 im Zuge der Säkularisation in Bayern in Staatsbesitz und diente zeitweilig als Munitionsdepot, weswegen 1808 die Kreuzbruderschaft ihr Stammgotteshaus vom Neumünster in die Marienkapelle verlegen musste, bevor sie 1821 wieder in die Neumünsterkirche zurückkehrte.
Ein selbstständige Kirchenstiftung für die Neumünsterkirche wird 1883 durch staatliche Behörden genehmigt. Eine eigene, von der Dompfarrei getrennte Pfarrei Neumünster wird erst 1907, nachdem 1901 ein eigener Filialkirchenbezirk eingerichtet worden war, gegründet. Die Einrichtung der Neumünsterpfarrei erfolgte unter Bischof Ferdinand Schlör.
Seit 1908 ist sie katholische Pfarrkirche, die als Patrozinium St. Johannes der Evangelist und St. Johannes der Täufer besitzt. Beim Bombenangriff auf Würzburg am 16. März 1945 erfuhr die Kirche schwere Beschädigungen, sodass u. a. die Altäre im westlichen Teil der Kirche und die Frankenapostelbüsten Tilman Riemenschneiders vernichtet wurden. Bereits um 1910 von Heinz Schiestl angefertigte Kopien der Büsten befinden sich heute zentral hinter dem Altartisch. Nach dem Wiederaufbau übernahm die Neumünsterkirche von 1950 bis zum Wiederaufbau des Domes 1967 die Funktion der Bischofskirche der Diözese Würzburg.

## Architektur und Ausstattung

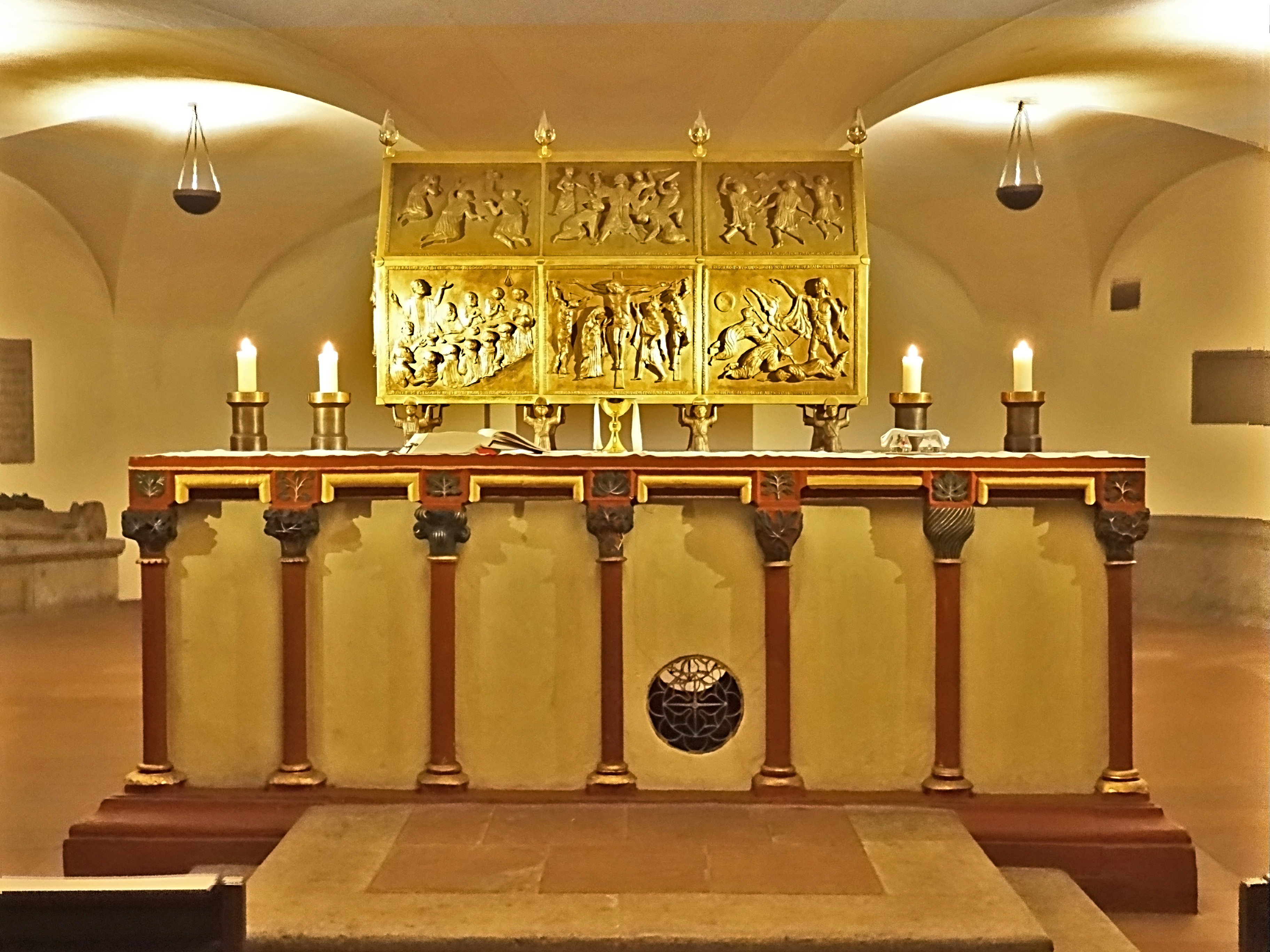
Schrein der Gebeine der drei Frankenapostel Kilian, Kolonat und Totnan in der Kiliansgruft.

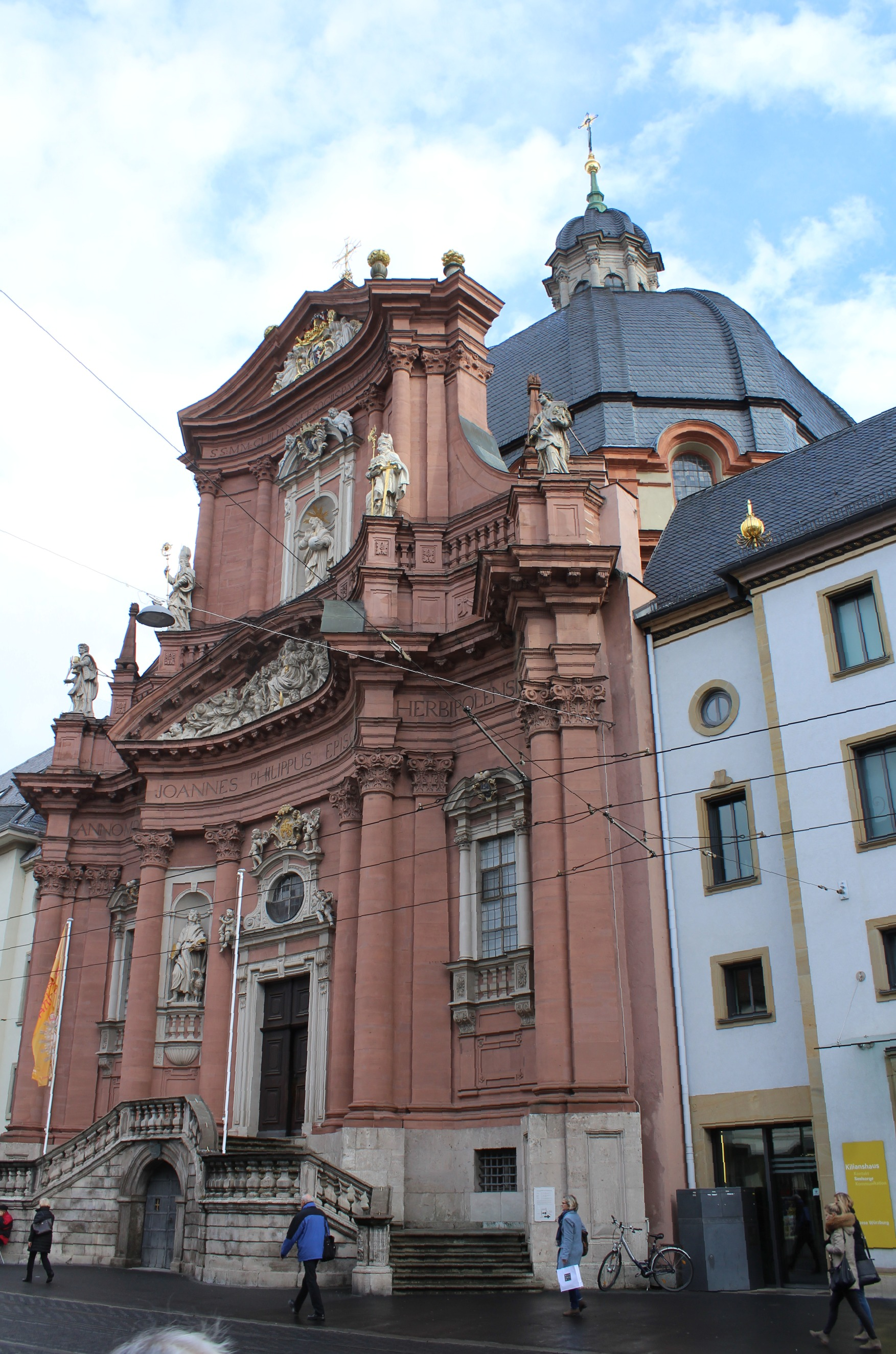
Neumünster mit Westfassade vor dem Kuppelbau.

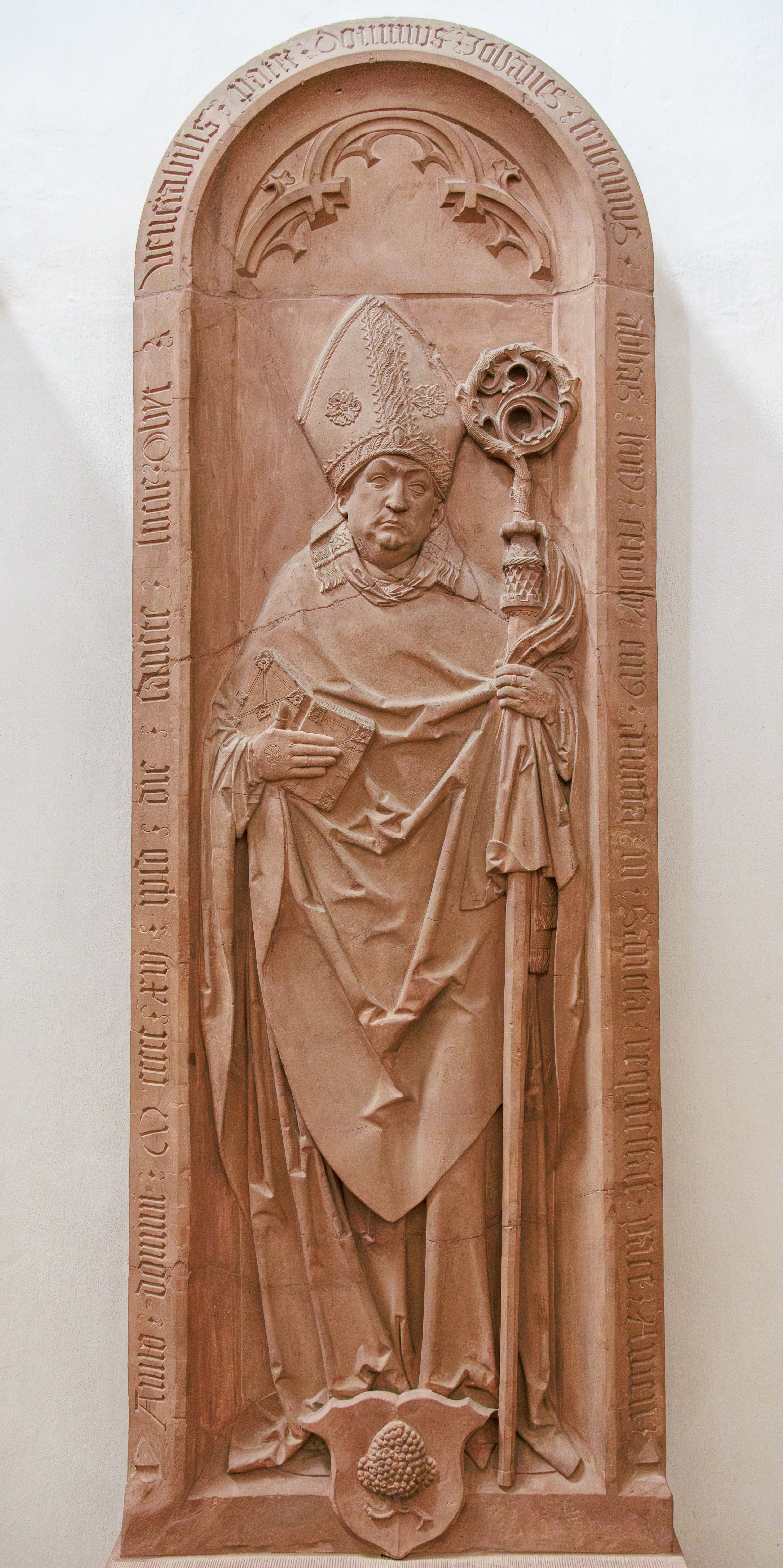
Epitaph des Johannes Trithemius von Tilman Riemenschneider, seit 1825 im Kollegiatstift Neumünster.

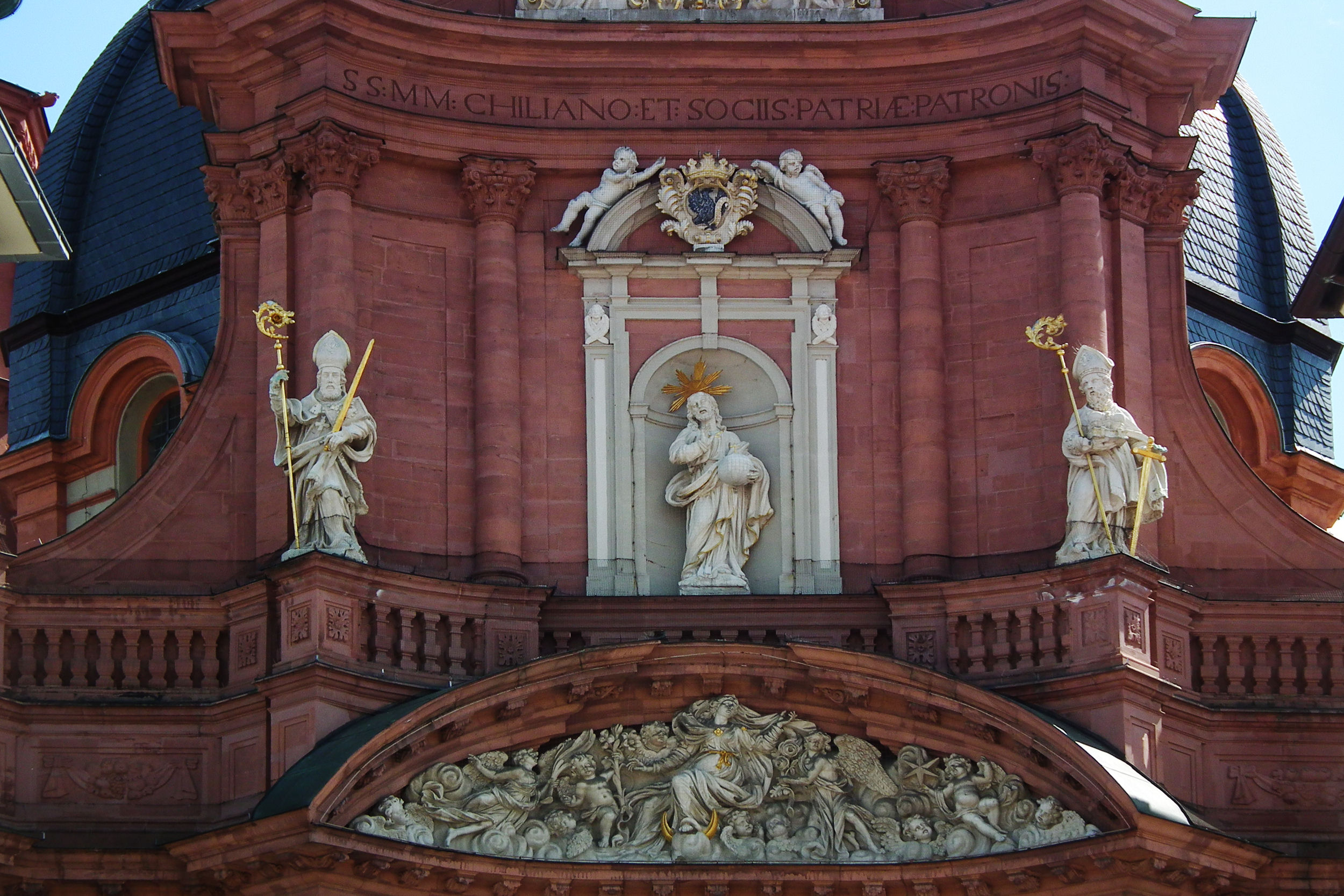
Fassadenausschnitt mit den Figuren des Christus Salvator und der Landespatrone von Balthasar Esterbauer. Darunter Himmelfahrtsszene („Assunta“) von Jakob van der Auwera.

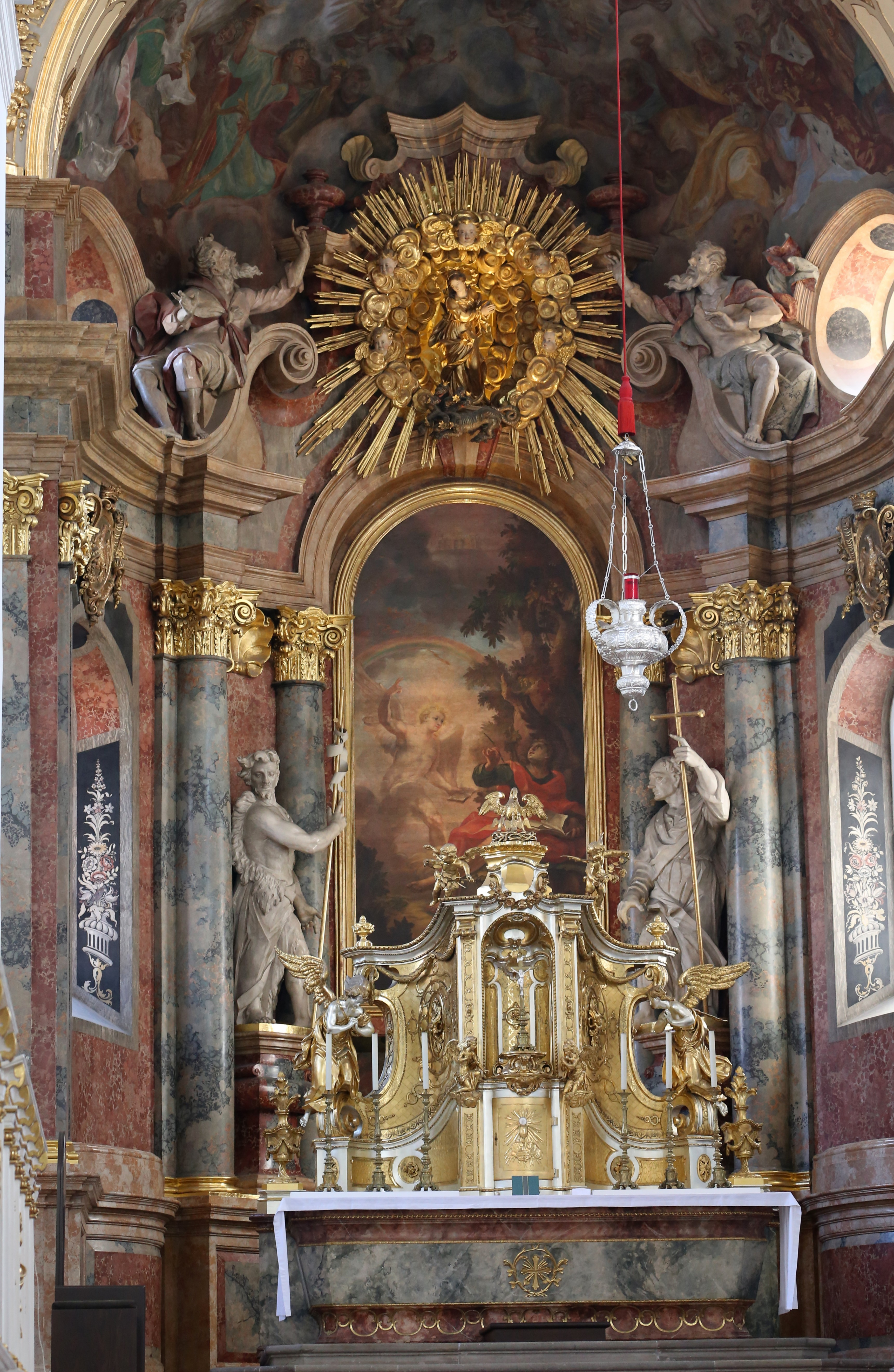
Hauptaltar mit Gemälde Johannes auf Patmos von Johann Baptist Zimmermann.

Das Neumünster wurde als doppelchörige romanische Basilika mit zwei Querhäusern erbaut, später barock umgestaltet und statt des Westchores mit einem hohen Kuppelbau und barocker Prachtfassade versehen. Die Ausstattung stammt unter anderem von den Gebrüdern Johann Baptist und Dominikus Zimmermann. Dominikus Zimmermann schuf um 1720 vor allem Stuckdekorationen (wie etwa Gipsintarsien am 1945 verbrannten Bonifatiusaltar). Ausmalungen (Freskenzyklus und Ölbilder) durch Johann Baptist Zimmermann (1732) und Nikolaus Stuber (1736) gingen weitgehend verloren, wurden nach 1945 jedoch zu einem großen Teil kopiert. Erhalten geblieben ist der Hauptaltar mit Johann Baptist Zimmermanns Johannes auf Patmos von 1724. Zur reichen Altarausstattung der Neumünsterkirche gehörten zudem (größtenteils 1945 verbrannte) Gemälde von Anton Clemens Lünenschloß, Giovanni Conca (um 1690 – 1771) und Joseph Scheubel. Bedeutende Kunstwerke aus vorbarocker Zeit sind die Riemenschneider-Madonna (1493), das ebenfalls von Tilman Riemenschneider geschaffene Grabmal für Johannes Trithemius aus der Schottenkirche St. Jakob und ein gotisches Pestkreuz aus dem 14. Jahrhundert.
In den Jahren 1711 bis 1716 erfolgte in der Regierungszeit des Fürstbischofs Johann Philipp II. von Greiffenclau zu Vollraths der Neubau des von dem Architekten Joseph Greissing entworfenen Kuppelbaus über der angeblichen Grabstätte der Frankenapostel. Dessen prächtige Schauseite bildet eine 1712 bis 1716 verwirklichte Fassade, die zu den schönsten Barockfassaden Süddeutschlands gerechnet wird. Der rote Sandstein stammt aus dem bis 1977 bestehenden Steinbruch „Schloß“ zwischen Leinach und Erlabrunn. Leitender Baumeister des Gesamtprojekts, das auch noch die barocke Umgestaltung des romanischen Langhauses umfasste, war Joseph Greissing. Ausführender Steinhauer der Fassade war Valentino Pezzani mit seinen Gehilfen. Inwieweit die Fassadenentwürfe von Johann Dientzenhofer beeinflusst wurden oder im Wesentlichen von Greissing und/oder anderen Würzburger Hofkünstlern gestaltet wurden, verbleibt strittig. Die Kuppel, vom Stift verantwortet und bezahlt, folgt zweifelsfrei römischen Vorbildern. Auch die Fassadengestaltung erscheint ohne das römische Vorbild S. Marcello al Corso kaum denkbar. Belegt ist zudem eine direkte Beziehung des Auftraggebers der Fassade, Fürstbischof Greiffenclaus, nach Rom, der wegen einer von ihm gestifteten Statue für S. Giovanni in Laterano in Kontakt mit dortigen Künstlern stand. Gegen eine Einflussnahme Dientzenhofers, dessen Name überhaupt nicht in den Akten auftaucht, auf die Fassade sprechen mehrere Gründe: Zum einen die Tatsache, dass ein "gewisser Baumaister von Bamberg", den man durchaus mit Dientzenhofer identifizieren kann, den langjährigen Bauschreibern nicht einmal mit Namen bekannt war. Dieser kam auch nur ein einziges Mal, nämlich kurz vor der als gefährlich erwarteten Fundamentierung des Kuppelbaus, vorbei und hat dabei "die besichtichung des orths noth[d]urfftiglich eingenommen". Bestellt hatte ihn das Stift. Nachdem man kurz später überraschenderweise beim Graben auf Fels gestoßen war, gab es offenbar keine Veranlassung sich zusätzlich auswärtigen Rat einzuholen. So erscheint Dientzenhofer weder in den weiteren Bauakten noch in der Grundsteinurkunde zur Fassade – die Greissing und Pezzani nennt. Überdies war die Fassade ein Projekt des Bischofs, der zeitlebens keinen Auftrag an den Baumeister der Schönborns vergab, denn politisch handelte es sich um seine schärfsten Konkurrenten, die sich schon zu Lebzeiten Greiffenclaus Nachfolge sichern wollten. Eine Gestaltung im Kreis der Würzburger Hofkünstler nach Maßgabe des Auftraggebers, dem römische Vorbilder zumindest über Stichwerke sicherlich bekannt waren, unter der Endredaktion seines Hofarchitekten Greissing, ist daher wohl am plausibelsten. Als Diskussionsteilnehmer sind daher Jacob van der Auwera, Balthasar Esterbauer und der von Greiffenclau sehr geschätzte Stuckateur und Altarbauer Br. Kilian Stauffer OFM anzunehmen. Als Vorbild werden auch norditalienische Fassaden wie die der Turiner Kirche Santa Cristina genannt, mit denen Johann Dientzenhofer vertraut sein konnte. Diese Bauten gründen sich jedoch stilistisch ebenfalls im römischen Barock.
Die Neumünsterfassade am heutigen Kürschnerhof trägt auf dem Fries ihres Hauptgebälks die in drei Abschnitte geteilte Inschrift ANNO MDCCXVI POSUIT / JOANNES PHILIPPUS EPISCOPUS / HERBIPOLENSIS F.O.D. [= Franciae orientalis Dux], mittig den Namen des Fürstbischofs positionierend. Auf dem Fries des Fassadengiebelgebälks: SS. MM. [= Sanctis Martyribus] CHILIANO ET SOCIIS PATRIAE PATRONIS („Den heiligen Märtyrern Kilian und seinen Gefährten, den Patronen des Vaterlandes“). Der Figurenschmuck im Fassaden-Untergeschoss links und rechts der Eingangspforte, die Stiftspatrone Johannes der Evangelist und Johannes der Täufer, sowie das Relief zur Verherrlichung Mariens im Segmentgiebel stammen vom Hofbildhauer Jakob van der Auwera (1672–1760), von dem etwa auch eine um 1713 entstandene große Mondsichelmadonna am Haus Obere Johannitergasse 17 (heute Domerpfarrgasse 10) stammt. Jakobs Sohn, Johann Wolfgang van der Auwera, schuf ebenfalls (bei der Bombardierung 1945 verbrannt) Arbeiten für das Neumünster. Das Fassaden-Obergeschoss tritt einige Dezimeter hinter die Nullebene der Fassade zurück und schafft damit Raum für die Präsentation der von Balthasar Esterbauer geschaffenen Skulpturen des Salvator mundi in einer Nische und der Bistumspatrone. Totnan und Kolonat stehen außen auf der Attika, Kilian und Burkard ihrem Rang als Bischöfe entsprechend innen und etwas höher auf der Balustrade.

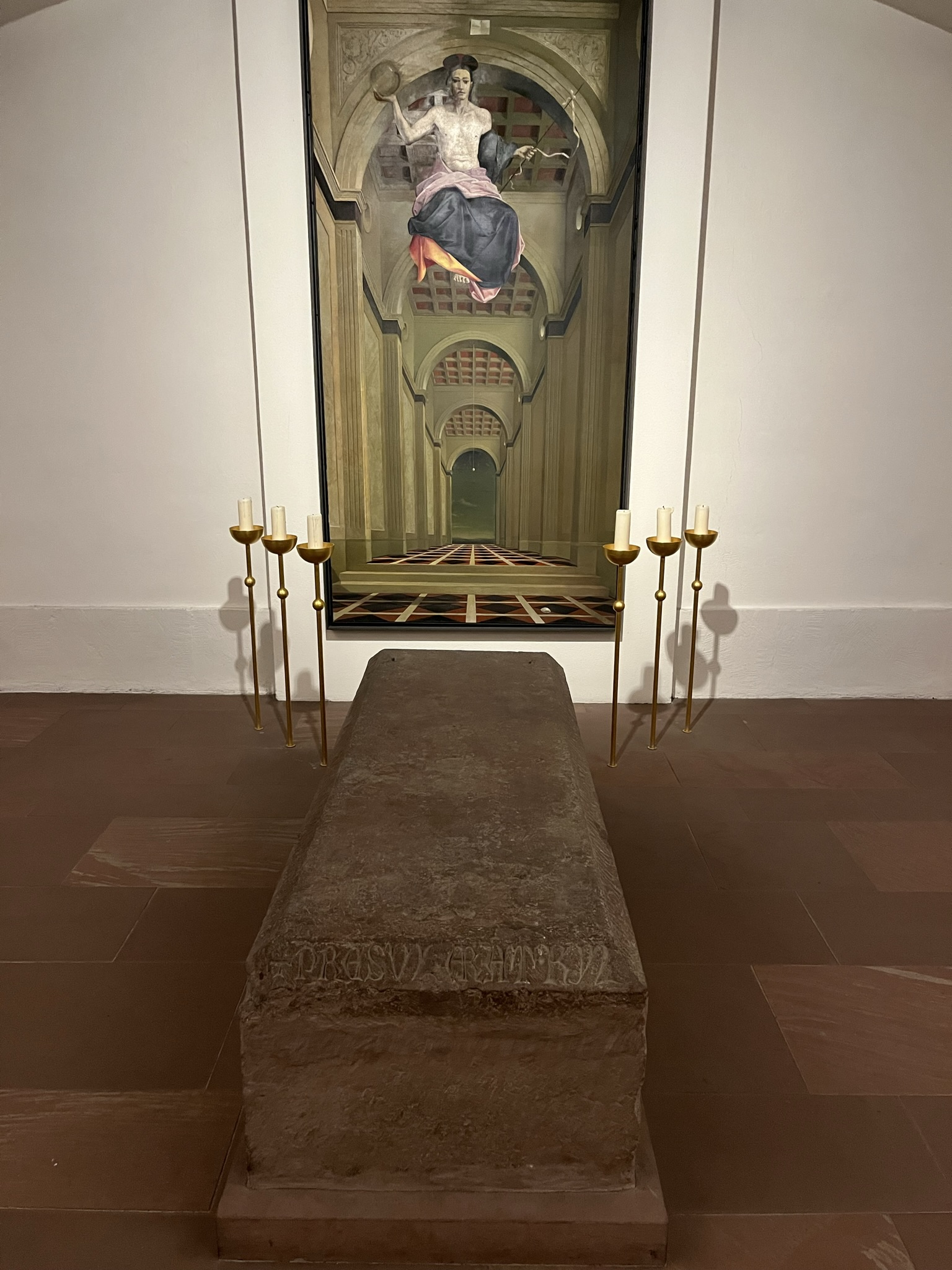
In diesem Sarkophag wurden der Überlieferung nach ab etwa 750 die Gebeine der drei Frankenaposten im Auftrag des hl. Burkard, Würzburgs erstem Bischof, beigesetzt

In der vom Kirchenraum durch abwärtsführende Treppen oder von der Straße direkt zugänglichen Westkrypta, der Kiliansgruft, wo auch Bischof Matthias Ehrenfried begraben liegt, befinden sich seit der Neugestaltung der Krypta anlässlich des Kiliansjubiläums 1989 in einem 1985 von dem westfälischen Künstler Heinrich Gerhard Bücker geschaffenen Schrein die Gebeine der drei Frankenapostel Kilian, Kolonat und Totnan. Ebenfalls in der Kiliansgruft untergebracht sind zwei Steinsärge aus dem 8. Jahrhundert. Der Deckel des Sarkophags aus roten Sandstein, des zweiten Bischofs Megingaud, gestorben am 26. September 783 im Kloster Neustadt am Main, ist mit der ältesten Monumentalinschrift Frankens nach der Römerzeit versehen. Der Rest des Sarkophags ist wesentlich jünger. Die Kirche wurde auf der angeblichen Fundstätte der Gebeine errichtet. Die Quelle, die sich dort noch immer befindet, gilt als wundertätig. Seit 1982 birgt die Kiliansgruft auch die Urne von Georg Häfner; die lebensgroße Statue des 2011 seliggesprochenen Priesters und Märtyrers schuf Karlheinz Oswald.

## Renovierung bis 2009
2009 fand eine zweijährige Innenrenovierung und erneute Umgestaltung ihren Abschluss. Anstelle der 1945 zerstörten Barockaltäre im Kuppelraum fanden zwei klassizistische ehemalige Nebenaltäre aus dem Dom St. Kilian hier einen neuen Standort. In die Barockausstattung wurden moderne Werke u. a. von Markus Fräger, Jacques Gassmann, Thomas Lange, Jürgen Lenssen, Michael Morgner, Ernst Singer, Michael Triegel, Hann Trier und Ben Willikens integriert. Hoch im Mittelschiff des Neumünsters sind acht Bilder in leuchtenden Farben von Thomas Lange aus dem Johannesevangelium angebracht, die Lebensstationen und Wunder Jesu darstellen.
Während der Renovierungsarbeiten im benachbarten Dom von 2011 bis 2012 war die Neumünsterkirche erneut vorübergehend Bischofskirche von Würzburg.

## Liste der Pröpste des Neumünsterstifts
- Rugger († 26. August 1125), Propst 1108–1120, 1122 Wahl zum Bischof von Würzburg, Schisma, aus der Stadt vertrieben
- Siegfried von Truhendingen († 16. September 1150), Propst 1128–1147, 1146 Wahl zum Bischof von Würzburg
- Gebhard, Propst 1150–1151
- Konrad, Propst 1151–1162
- Reginhard von Abenberg († 15. Juni 1186), Propst 1163 bis nach 1174, 1171 zum Bischof von Würzburg gewählt
- Worwin d. J., Propst 1180–1198, Protonotar des Kaisers Friedrich I., Stiftspropst von St. Peter und Alexander in Aschaffenburg, Propst von St. Andreas in Worms, Propst von St. Viktor in Mainz
- Gerlach († 29. September 1210), Propst 1198–1210
- Otto von Lobdeburg († 17. Mai 1244/1245), Propst 1210–1244/1245
- Andreas von Hohenlohe, Propst 1245
- Lambert von Gleichen († 15. Juni 1305), Propst 1258–1272, Verzicht, danach nur noch Domherr
- Hermann von Sternberg, Propst 1275–1277/1278
- Heinrich von Sternberg, Propst 1279, auch Domherr in Bamberg
- Manegold von Neuenburg († 12. Juli 1303), Propst 1286, 1287 Wahl zum Bischof von Würzburg
- Gregor d. Ä. († 1291), Propst 1289–1291
- Wolfram von Grumbach († 6. Juli 1333), Propst 1291–1322, 1309 Dompropst, 1322 Bischof von Würzburg
- Ernst von Seebach, Propst 1326–1336/1337
- Heinrich von Hohenlohe († 15. Oktober 1356), Propst 1345–1356
- Gottfried von Rieneck († 1384), Propst 1356–1373, resignierte, danach einfacher Domherr
- Kraft von Hanau († 1382), Propst 1377/1379–1382, Domherr in Würzburg und Mainz
- Johann von Schwarzburg, Propst 1383–1386/1387
- Eberhard von Wertheim († 6. Juli 1426), Propst 1387–1426, Domherr in Köln, Würzburg, Bamberg und Eichstätt, Propst von St. Stephan in Bamberg, Verzicht 1426
- Johann von Wertheim († 18. November 1433), Propst 1426–1433, auch Domherr in Bamberg, Köln, Mainz, Straßburg, Domdekan in Köln
- Albrecht von Wertheim († 18. August 1466), Propst 1426/1433–1466, Domherr in Bamberg, Würzburg, Köln und Eichstätt, Propst von St. Stephan in Bamberg, Domdekan und Dompropst in Bamberg
- Johann Hessler, tritt als Propst auf 1461–1465/1466, nicht den Statuten entsprechend und während der Amtszeit des abwesenden Propstes
- Ludwig von Ebersberg gen. Weyers († 9. September 1473), Propst 1465–1473, Propst von Wechterswinkel
- Kilian von Bibra († 13. Februar 1494), Propst 1473–1494, Dompropst, Generalvikar
- Georg von Giech († 8. Mai 1501), Propst 1494, Landrichter, Dompropst
- Giovanni Antonio de Sangiorgio, Propst 1494–1496, Bischof von Alessandria, Bischof von Parma, Kardinal, Propstei verwaltet durch Martin von der Kere
- Albrecht von Bibra († 24. August 1511), Propst 1496–1511, Domherr in Bamberg, Dompropst in Würzburg
- Markus Fugger († 1511), 1511 kurz vor seinem Tod mit der Propstei providiert
- Christoph von Schirnding († 20. Juli 1527), Propst 1511–1527, Domherr in Bamberg, Eichstätt, Passau, Regensburg und Breslau, Propst von Herrieden
- Dietrich von Thüngen († 24. April 1540), Propst 1528–1540, Domdekan in Würzburg
- Konrad von Bibra († 8. August 1544), Propst 1540, im selben Jahr zum Bischof von Würzburg gewählt
- Martin von Uissigheim († 27. Mai 1546), Propst 1540–1546, Domscholaster in Würzburg, Domherr in Bamberg
- Daniel Stiebar von Buttenheim († 7. August 1555), Propst 1546–1555, Landrichter, Propst von Stift Haug, Propst des Stifts Comburg, Dompropst in Würzburg, Domherr in Eichstätt und Bamberg
- Michael von Lichtenstein († 28. März 1574), Propst 1555–1574, Landrichter, Domherr und Dompropst in Bamberg, Domscholaster in Würzburg
- Neithard von Thüngen († 26. Dezember 1598), Propst 1574–1598, Domherr und Domdekan in Bamberg, Dompropst in Würzburg, Propst von St. Jakob in Bamberg, Propst von St. Burkard in Würzburg, 1591 Bischof von Bamberg
- Johann Gerwig von Schwarzenberg und Hohenlandsberg († 18. April 1608), Propst 1599–1608, Domscholaster in Würzburg, Rektor der Universität, Domherr in Bamberg und Freising
- Erhard von Lichtenstein († 23. Dezember 1632), Propst 1608–1632, Domkustos, Domscholaster, Landrichter, Domherr in Bamberg, Propst von St. Burkard, Erbauer der Kurie Heideck
- Melchior Otto Voit von Salzburg († 4. Januar 1653), Propst 1635–1563, Domkantor, Landrichter, Domherr in Mainz und Bamberg, 1642 Bischof von Bamberg
- Johann von Heppenheim gen. Saal († 3. Februar 1672), Propst 1653–1672, Domdekan in Mainz, Domherr in Würzburg und Worms, Dompropst in Mainz und in Worms
- Franz Christoph von Rosenbach († 23. März 1687), Propst 1672–1687, Kapitular im Stift Comburg, Domdekan in Würzburg, Propst von Stift Haug
- Johann Philipp Fuchs von Dornheim († 20. Juni 1727), Propst 1687–1727, Domscholaster, Präsident der Hofkammer, Dompropst, Domherr in Bamberg
- Peter Philipp von Hutten († 1. August 1729), Propst 1727–1729, Domscholaster, Präsident der Hofkammer, Kanoniker im Stift Comburg, Propst von Wechterswinkel
- Johann Veit von Würtzburg († 9. Mai 1756), Propst 1729–1756, Domscholaster, Domdekan, Geheimer Rat in Mainz, Würzburg und Bamberg, Propst des Stifts Comburg
- Johann Gottfried Ignaz von Wolfskeel zu Reichenberg († 15. April 1779), Propst 1756–1779, Präsident der Hofkammer und des Hofkriegsrats, Propst von Stift Haug
- Ferdinand Christoph Peter von Sickingen († 19. März 1793), Propst 1779–1793, Präsident der Hofkammer und des Hofkriegsrats, Rektor der Universität
- Johann Gottfried Lothar Franz von Greiffenclau-Vollraths († 22. April 1805), Propst 1793–1803, Propst von Stift Haug, Kanoniker und Dekan des Stifts Comburg

## Liste der Dekane des Neumünsterstifts
- Gerung († 8. Mai 1118), als Dekan bis 1088 genannt, danach Propst von Triefenstein
- Werner, als Dekan 1103–1108 genannt
- Wortwin d. Ä., als Dekan 1128–1161 genannt
- Gerhard, als Dekan 1161, 1163–1190 genannt
- Richer, als Dekan 1162 genannt
- Arno, als Dekan 1191–1197 genannt
- Hermann, als Dekan 1199–1207 genannt
- Wilhelm, als Dekan 1210–1230 genannt
- Albrecht oder Albert, als Dekan 1232–1235 genannt
- Hermann Küchenmeister, als Dekan 1237–1258 genannt
- Werner, als Dekan 1261–1275 genannt
- Walther, als Dekan 1270–1295 genannt
- Gottfried Übelacker, als Dekan 1296–1316 genannt
- Gottfried von Estenfeld, als Dekan 1317–1328 genannt
- Heinrich Horant, als Dekan 1329–1348 genannt
- Konrad von Ziegenhain (gestorben am 19. November 1363), Dekan 1349–1363
- Peter Wittich von Dittigheim, als Dekan 1364–1380/1382 genannt
- Konrad von Gerchsheim, als Dekan 1386–1387 genannt
- Wolfram Grube († 1412), als Dekan 1395–1412 genannt
- Johann Freudenreich († 3. Juli 1432), als Dekan 1412–1420 genannt, Verzicht am 13. Mai 1420
- Kraft von Schwarzach († 1432), als Dekan 1420–1432 genannt
- Dietrich Zobel von Hausen, Dekan 1432–1433, Wahl am 1. September 1432
- Nikolaus Beyer († 15. Juni 1439), Dekan 1433–1437, Verzicht, Rektor der Universität Erfurt
- Jakob Hartmann, als Dekan 1437–1441 genannt, Verzicht, Rektor der Erfurter Universität
- Georg Ledenther, als Dekan 1443–1460 genannt
- Martin Meiersbach († 1469), als Dekan 1461–1466 genannt, 1466 wegen unredlicher Verwaltung verhaftet
- Johann Fabri († 26. Juli 1473), als Dekan 1467–1473 genannt
- Johann Moler/Maler/Molitor († 1. März 1490), als Dekan 1473–1490 genannt
- Andreas Inderklingen (in der Clingen, † 15. Juni 1494), als Dekan 1490–1494 genannt
- Konrad Storg/Storch/Storgk († 23. Dezember 1502), als Dekan 1494–1498 genannt, Dekanat am 20. Mai 1498 abgesprochen
- Engelhard Funk/Scintilla († 29. November 1513), als Dekan 1500–1513 genannt
- Kilian Geyer († 2. November 1519), als Dekan 1514–1515 genannt, 1515 des Dekanates enthoben
- Kaspar Main († 1541), 1516 als Dekan providiert, Verzicht zugunsten seines Bruders
- Matthias Main († 1548), als Dekan 1516–1548 genannt
- Philipp Breus/Preuss († 18. Januar 1558), als Dekan 1548–1558 genannt
- Balthasar Behem († 2. August 1592), als Dekan 1558–1592 genannt, Wahl 1558
- Veit Krebser († 9. Februar 1594), als Dekan 1592–1594 genannt, Wahl am 18. August 1592, Rektor der Universität
- Johann Wilhelm Ganzhorn († 20. April 1609), Dekan 1594–1609, Wahl am 26. Februar 1594, apostolischer Protonotar
- Magnus Schmidt († 2. Februar 1618), Dekan 1609–1618, Wahl am 15. Mai 1609, Hofprediger, Rektor der Universität
- Balthasar Jordan († 25. November 1630), Dekan 1618–1630, Wahl am 8. März 1618, Rektor der Universität
- Jodok Wagenhauer/Wagenhauber (1581 – 19. Januar 1635), Dekan 1630–1635, Wahl am 10. Dezember 1630, Generalvikar, 1620 Weihbischof für Würzburg, Bischof von Augustopolis, Rektor der Universität
- Nikolaus Übelhör/Ublher († 28. Juni 1647), Dekan 1635–1647, Wahl am 13. Februar 1635, Rektor der Universität
- Johann Melchior Sölner (18. Oktober 1601–16. Mai 1666), Dekan 1647–1666, Wahl am 23. Juli 1647, Generalvikar, Weihbischof für Würzburg, Bischof von Domitiopolis
- Johann Winheim († 2./3. August 1688), Dekan 1666–1688, Wahl am 8. Juni 1666, Rektor der Universität
- Stephan Weinberger (1. August 1624–13. Juni 1703), Dekan 1688–1703, Wahl am 31. August 1688, 1667 Generalvikar, 1667 Weihbischof für Würzburg, Bischof von Domitiopolis
- Adam Salentin Bartholomäi († 28. September 1706), Dekan 1703–1706, Wahl am 12. Juli 1703, apostolischer Protonotar
- Johann Philipp Fasel (4. Mai 1673–15. Februar 1737), Dekan 1706–1737, Wahl am 4. November 1706, Fiskal, Prokanzler der Universität
- Johann Bernhard Beyer (13. Dezember 1669–17. Juni 1746), Dekan 1737–1746, Wahl am 2. April 1737
- Philipp Valentin Fries (17. September 1709–29. Oktober 1781), Dekan 1746–1781, Wahl am 19. Juli 1746, Geistlicher Rat, Geheimer Rat
- Christoph Franz Schropp (4. Januar 1729–21. Februar 1785), Dekan 1781–1785, Wahl am 31. Dezember 1781, Geistlicher Rat und Hofkaplan
- Valentin Franz Stanislaus Neumann (13. November 1736–2. März 1802), Sohn des Architekten Balthasar Neumann, Dekan 1785–1802, Wahl am 5. April 1785, Vizekanzler der Universität, Geistlicher Rat, Geheimer Rat
- Franz Leibes (3. Dezember 1753–19. Februar 1828), Dekan 1802–1803, Wahl am 22. April 1802, Wirklicher Geheimer Rat, letzter Dekan vor der Säkularisation, 1808 Ritter des grossherzoglich-toskanischen St. Josephs-Ritterorden

## Lusamgärtchen

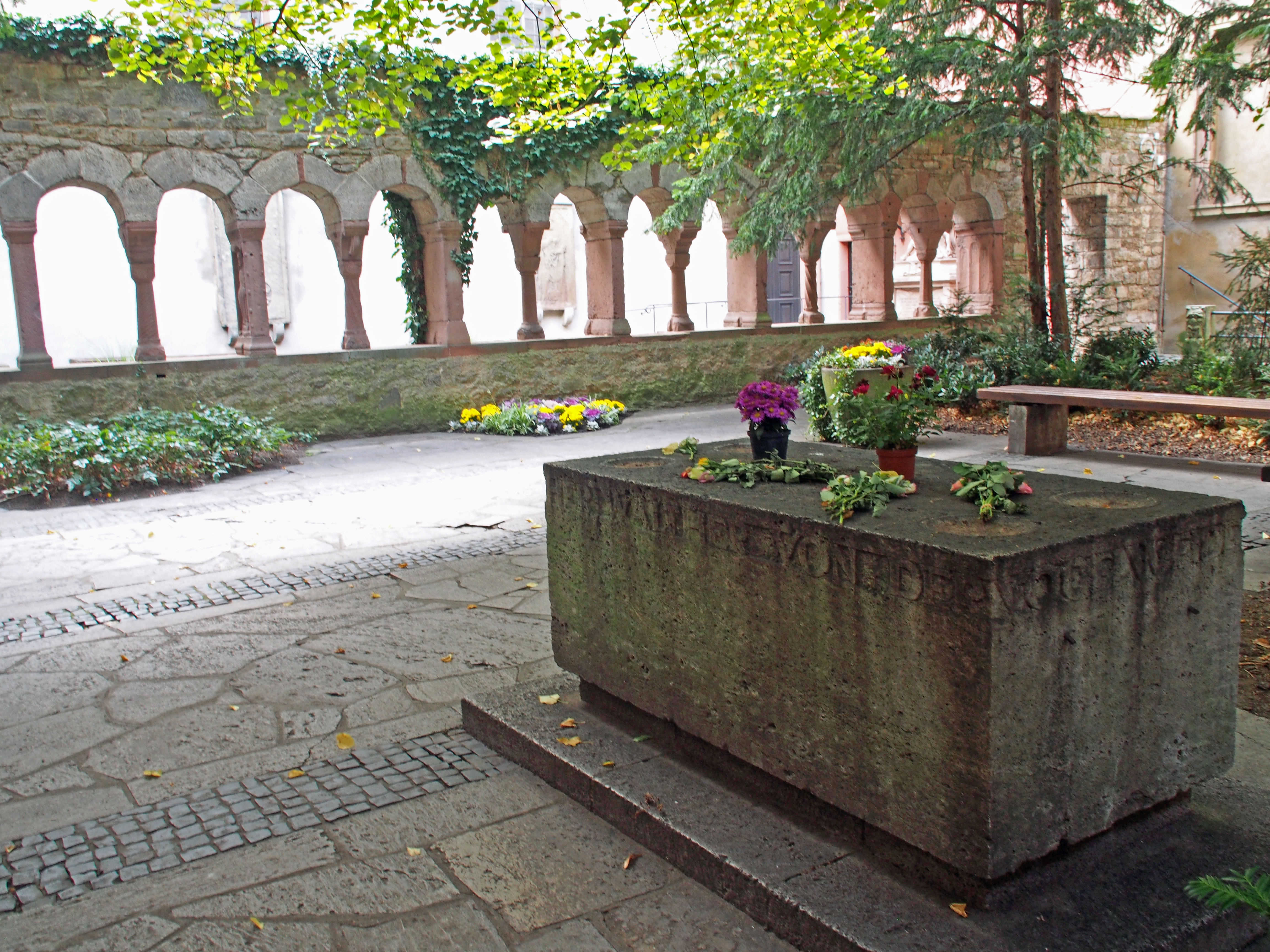
Gedenkstein für Walther von der Vogelweide; Reste des ehemaligen Kreuzganges

An der Nordseite der Kirche liegt das Lusamgärtchen, früher Kreuzgang des Neumünster-Stifts und Begräbnisstätte, mit einem Gedenkstein von Bildhauer Fried Heuler für den 1230 verstorbenen Walther von der Vogelweide, der mit hoher Wahrscheinlichkeit hier begraben liegt. In diesem Gedenkstein befinden sich vier Mulden für Körner und Wasser (für die Vögel).
Zum Lusamgärtchen gehört der Nordflügel des ehemaligen romanischen Kreuzganges von ca. 1170, von dem 16 Arkaden erhalten sind. Der Zugang ist von der Martinstraße her oder durch die Kirche möglich.

## Orgel

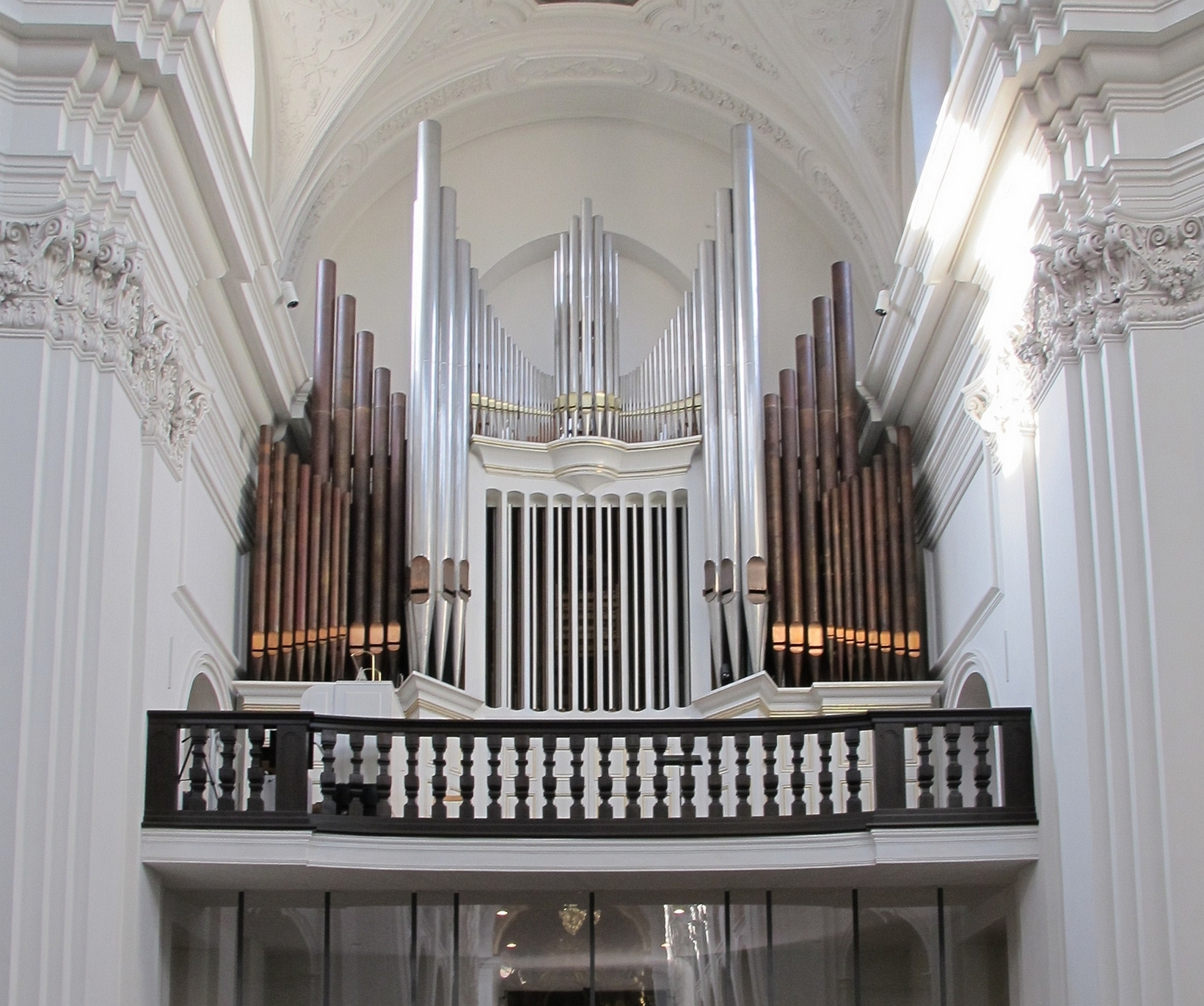
Orgel

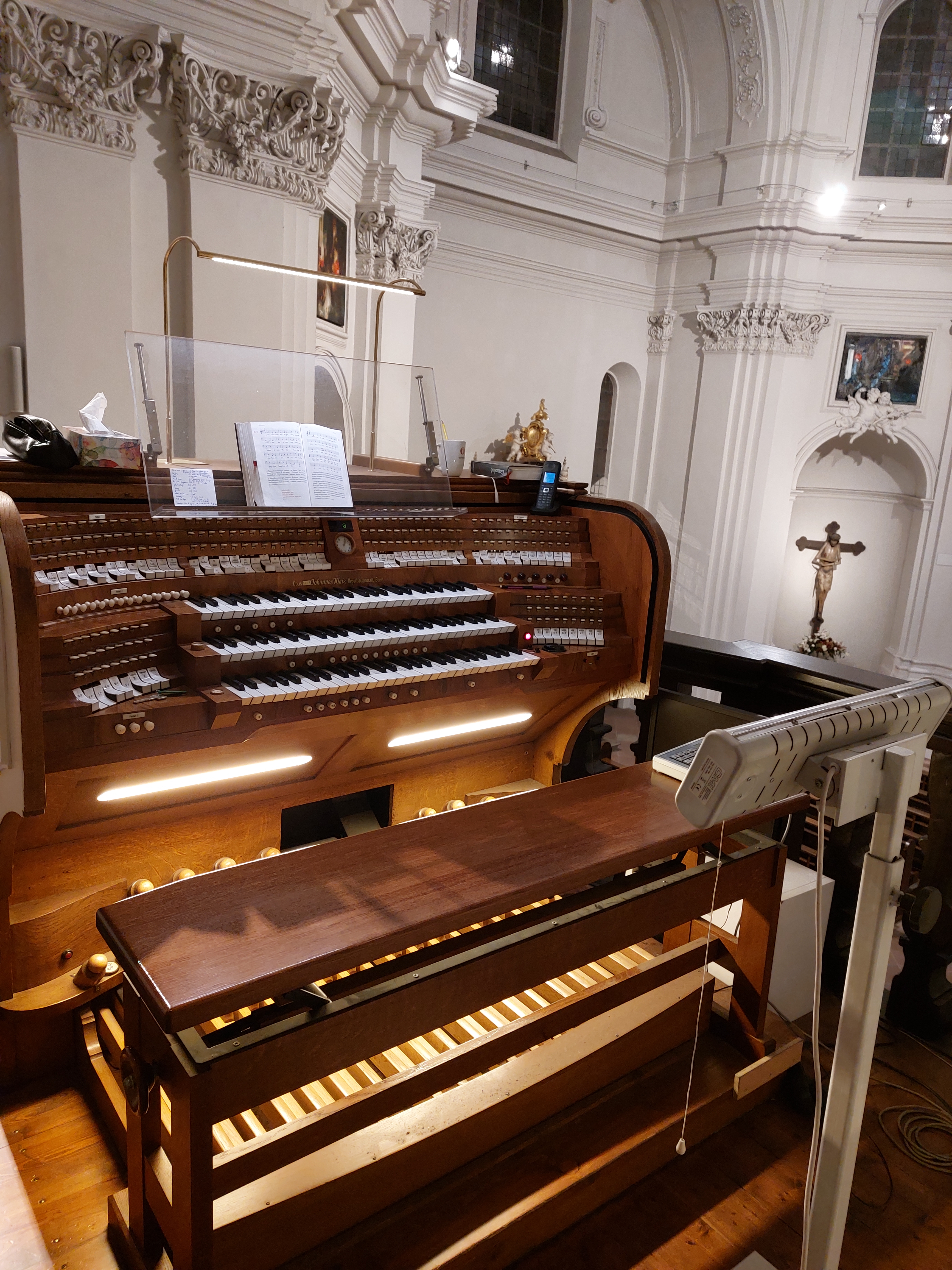
Spieltisch der Orgel

Die große Orgel auf der Westempore wurde 1949 von der Orgelbaufirma Klais (Bonn) erbaut. Das Instrument hat elektrische Spiel- und Registertrakturen. Im Zuge einer umfassenden Renovierung im Jahre 2009 wurde die Disposition geringfügig verändert. Außergewöhnlich ist die Transmission des Bordun 32′ aus dem Pedal in das Hauptwerk.
| I Hauptwerk C–g3 |                   |        |     |
| 01.              | Bordun (= Nr. 41) | 32′    | (n) |
| 02.              | Principal         | 16′    |     |
| 03.              | Bordun            | 16′    |     |
| 04.              | Oktave            | 08′    |     |
| 05.              | Offenflöte        | 08′    |     |
| 06.              | Lieblich Gedackt  | 08′    |     |
| 07.              | Viola di Gamba    | 08′    |     |
| 08.              | Superoktave       | 04′    |     |
| 09.              | Koppelflöte       | 04′    |     |
| 10.              | Spitzflöte        | 02′    |     |
| 11.              | Mixtur VI-VIII    | 01 ⁄3′ |     |
| 12.              | Cornett V         | 08′    |     |
| 13.              | Trompete          | 16′    |     |
| 14.              | Trompete          | 08′    |     |
| 15.              | Celesta           |        | (n) |

| II Oberwerk C–g3 |                |        |
| 16.              | Principal      | 08′    |
| 17.              | Rohrflöte      | 08′    |
| 18.              | Violflöte      | 08′    |
| 19.              | Oktave         | 04′    |
| 20.              | Blockflöte     | 04′    |
| 21.              | Schwegel       | 02′    |
| 22.              | Sifflöte       | 01′    |
| 23.              | Sesquialter II | 02 ⁄3′ |
| 24.              | Scharff V–VI   | 01′    |
| 25.              | Englisch Horn  | 16′    |
| 26.              | Krummhorn      | 08′    |
| 27.              | Trompete       | 08′    |
|                  | Tremulant      |        |

| III Schwellwerk C–g3 |               |         |     |
| 28.                  | Holzflöte     | 08′     |     |
| 29.                  | Salicional    | 08′     |     |
| 30.                  | Vox coelestis | 08′     | (n) |
| 31.                  | Principal     | 04′     |     |
| 32.                  | Querflöte     | 04′     |     |
| 33.                  | Nasard        | 02 ⁄3′  |     |
| 34.                  | Waldflöte     | 02′     |     |
| 35.                  | Nachthorn     | 01′     |     |
| 36.                  | Terzian II    | 01 3⁄5′ |     |
| 37.                  | Mixtur IV–VI  | 01 ⁄3′  |     |
| 38.                  | Fagott        | 16′     |     |
| 39.                  | Oboe          | 08′     |     |
| 40.                  | Schalmey      | 04′     |     |
|                      | Tremulant     |         |     |

| Pedal C–g1 |                  |     |
| 41.        | Untersatz        | 32′ |
| 42.        | Principalbass    | 16′ |
| 43.        | Subbass          | 16′ |
| 44.        | Zartbass         | 16′ |
| 45.        | Octavbass        | 08′ |
| 46.        | Flötenbass       | 08′ |
| 47.        | Choralbass       | 04′ |
| 48.        | Flachflöte       | 02′ |
| 49.        | Hintersatz IV–VI | 02′ |
| 50.        | Posaune          | 16′ |
| 51.        | Fagott           | 16′ |
| 52.        | Basstrompete     | 08′ |
| 53.        | Clarine          | 04′ |
| 54.        | Singend Cornett  | 02′ |

- Koppeln:
  - Normalkoppeln: II/I, III/I, III/II, I/P, II/P, III/P
  - Suboktavkoppeln (2009): II/I, III/III, III/I, III/II
  - Superoktavkoppeln (2009): II/I, III/III, III/I, III/II
- Anmerkungen:

1. ↑  Vormals: Rohrquint.
2. ↑  Vormals: Vormals: Cymbel.
3. ↑  Vormals: Ranckett.
4. ↑  Register dem Schwellwerk entnommen. Vormals: Trompete 4′.
5. ↑  Vormals: Trompete 4′.

(n) = neues Register (2002)